# Cathédrale Saint-Bonaventure de Banja Luka
La Cathédrale Saint-Bonaventure de Banja Luka est une des trois cathédrales de Bosnie-Herzégovine. C'est le siège du diocèse de Banja Luka de l'église catholique romaine qui est administré actuellement par l'évêque Franjo Komarica.
La cathédrale a été construite en l'honneur de Saint Bonaventure, un théologien Franciscain du Moyen Âge. Elle a été construite par Alfred Pichler dans les années 1970 après qu'un tremblement de terre eut détruit l'originale. 
Le bâtiment a été endommagé lors de la Guerre de Bosnie-Herzégovine, mais elle a été ré-inaugurée en 2001 après la réparation des dégâts.